# Leichtathletik-Weltmeisterschaften 2022/Teilnehmer (Osttimor)
| Gelbes Symbol für Goldmedaillen mit stilisierten Olympischen Ringen | Graues Symbol für Silbermedaillen mit stilisierten Olympischen Ringen | Braundes Symbol für Bronzemedaillen mit stilisierten Olympischen Ringen |
| ------------------------------------------------------------------- | --------------------------------------------------------------------- | ----------------------------------------------------------------------- |
| —                                                                   | —                                                                     | —                                                                       |

Aus Osttimor nahm ein Athlet an den Leichtathletik-Weltmeisterschaften 2022 in Eugene teil.

## Ergebnisse

### Männer

#### Laufdisziplinen
| Athlet        | Disziplin | Vorlauf     | Vorlauf | Halbfinale | Halbfinale | Finale | Finale |
| Athlet        | Disziplin | Zeit        | Platz   | Zeit       | Platz      | Zeit   | Platz  |
| ------------- | --------- | ----------- | ------- | ---------- | ---------- | ------ | ------ |
| Manuel Ataide | 800 m     | 1:58,91 min | 42      | DNQ        | DNQ        | –      | –      |